# 2S5自走砲

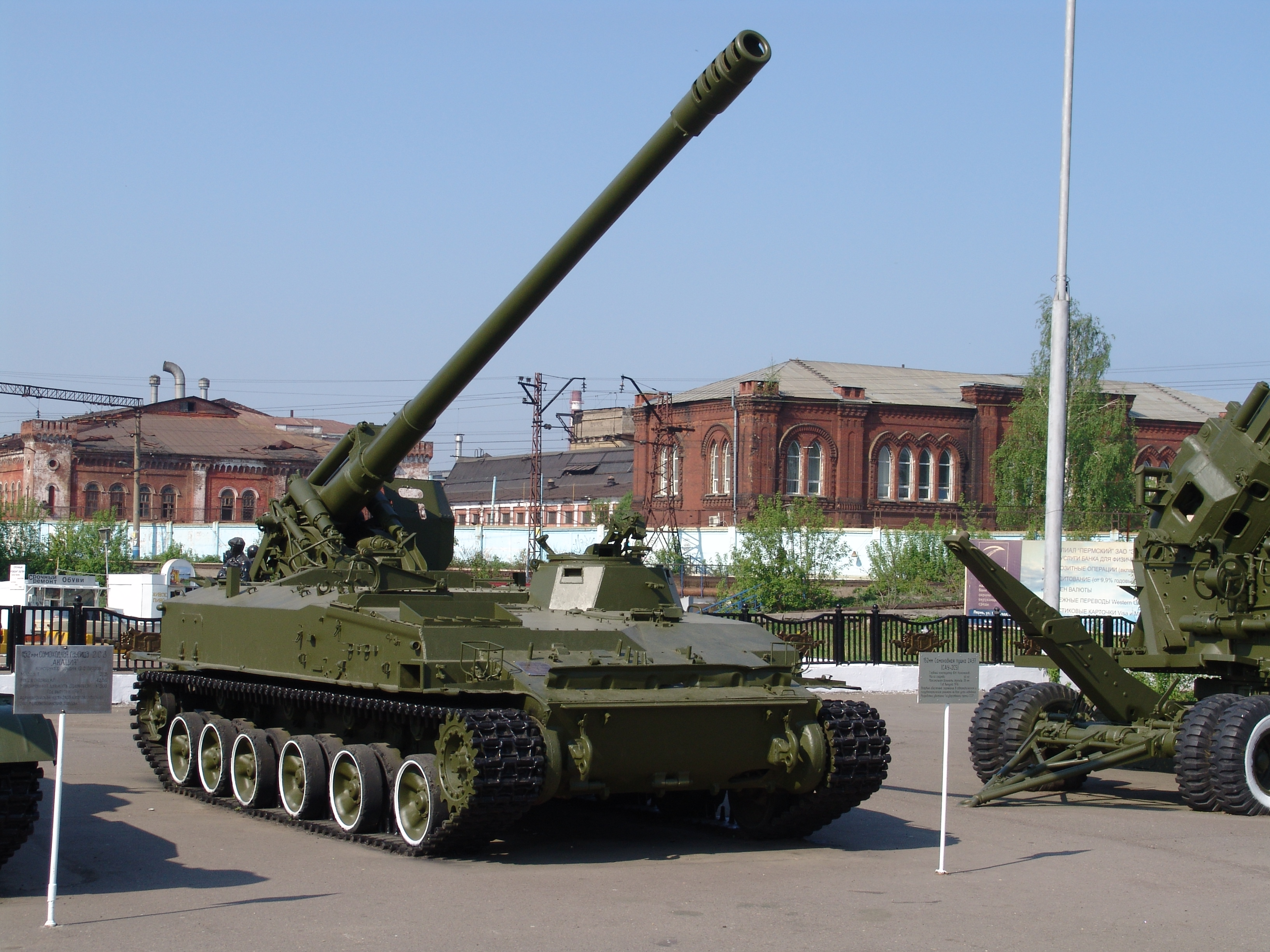
2S5 152公釐自走砲

2S5「風信子」自走炮（羅馬化：2S5 "Giatsint"）是蘇聯陸軍一款152公釐自走砲，是2A36 152公釐拖曳式榴彈砲的車載衍生版本。兩者在1970年代中期開始量產和服役，但2S5自走砲在當時從未公開展出，而2A36則在1976年公開展出，故北約給予M-1976代號，並在1985年紅場閱兵中受校。

## 名稱
該迫擊炮的俄語名稱是“2С5 «Гиацинт-С»”，Гиацинт-С是“風信子”的意思。它的編號是“индекс ГАБТУ — объект 307”，意思是“GABTU系列的第307號工程”，GABTU是「俄羅斯國防部火箭砲兵裝備總局」的簡寫。

## 設計
2S5如同2S4自走迫擊砲，採用GMZ裝甲布雷車作為底盤，車體由鋼板焊接而成，裝甲最厚處為15公釐，防護能力不佳。車頭下方裝有一具推土鏟，使車輛能在無工程裝備的支援下，自行排除障礙物或構築工事。
但與2S4自走迫擊砲不同的是，動力系統改採一具四缸渦輪增壓引擎，可使用多種燃料，最大輸出520匹馬力，可提供19馬力／噸的推重比，路面極速為63公里／時。扭力桿承載系統雖與2S4自走迫擊砲相同，但路輪間距依重量分配做過調整，並在前、後各兩對路輪內側加裝吸震器。
2S5的構形設計與美國M107和M110相似，故缺點也相同，例如：戰鬥室缺乏裝甲防護，砲班在操砲時容易遭敵方火力殺傷；非密閉式車體，缺乏核生化防護能力；方向射界（僅左右各15度）狹窄，戰術運用極為不利。
而人員編制部分，每輛砲車配備5名乘員，尚有空間可額外配置2名彈藥裝填手。駕駛座位於車體左前方，後方為車長位置，裝有一挺可遙控的7.62公釐機槍與一具探照燈，其他乘員位於車體後段的乘員／戰鬥艙內。

## 武裝
主砲選用2A36 152公釐拖曳式榴彈砲的車載衍生版本，砲口裝有五葉式制退器，可作為辨認的特徵。該砲砲管為53.8倍徑，無砲身抽氣裝置，裝填彈藥時可使用半自動裝填系統，以節省人員的體力消耗。最高射速為5至6發／分，戰鬥室內裝有30枚待射砲彈。接獲射擊任務、進入待射位置後，會將車尾的大型駐鋤插入地面，以提供射擊時的穩定性，待命備射約需1分鐘，撤收約需2分鐘。
彈藥採用彈頭與裝藥分離的分離式彈藥設計。使用的彈藥種類，除46公斤重的高爆破片砲彈（最大射程為28.4公里），另有火箭助推式砲彈（最大射程40公里），其他還可使用化學砲彈、特殊用途砲彈和戰術核子砲彈等，亦可發射雷射導引砲彈以精確攻擊點目標。

## 運用
在編制方面，每個砲連擁有6至8門，每個砲營擁有3個連。每个炮兵团下属三个营。

## 使用國家
2S5主要部署於蘇聯陸軍和華沙公約組織國家的陸軍，並少量出售給芬蘭陸軍。
- 白俄羅斯：約120輛服役中[3]。
- 芬兰：芬蘭陸軍，共有18輛，被命名為152 TELAK 91。
- 苏联、 俄羅斯：
  - 俄羅斯陸軍：399輛服役中，500輛以上庫存中。
  - 俄羅斯海軍：170輛服役中，少量庫存中。
- 乌克兰：24輛服役中，部分自哈爾科夫戰役中繳獲[4]。
- 朝鮮民主主義人民共和國1975年購入

## 外部連結
- （俄文） 2S5 Giatsint-S description at the website of its manufacturer